# Dichelacera apicalis
Dichelacera apicalis är en tvåvingeart som först beskrevs av David Fairchild 1939.  Dichelacera apicalis ingår i släktet Dichelacera och familjen bromsar. Inga underarter finns listade i Catalogue of Life.